# الكالسيوم في علم الأحياء
تساهم أيونات الكالسيوم (Ca2+) في الفيسيولوجيا والكيمياء الحيوية الخاصة بالكائنات والخلية، وتلعب دورا مهما في مسارات توصيل الإشارة، أين تتصرف كرسول ثانٍ، في تحرير النواقل العصبية من العصبونات، في انقباض جميع أنواع الخلايا العضلية، وفي التخصيب. تحتاج العديد من الإنزيمات لأيونات الكالسيوم كعامل مرافق، بما في ذلك العديد من عوامل تجلط الدم. الكالسيوم خارج الخلوي مهم كذلك في الحفاظ على فرق الجهد على طول الأغشية الخلوية المستثارة، وكذلك للتكوين الصحيح للعظام.
مستويات الكالسيوم في البلازما لدى الثدييات منظمة بإحكام، مع كون العظام موقعا كبيرا لتخزين المعدن. تُحرر أيونات الكالسيوم Ca2+ من العظام إلى مجرى الدم تحت ظروف متحكم فيها. يُنقل الكالسيوم عبر مجرى الدم كأيونات مذابة أو مرتبطة ببروتيناتٍ مثل ألبيومين المصل. يُنظِّم الهرمون الدريقي الذي تفرزه غدة جارة الدرقية تشرب الـCa2+ من العظام، إعادة الامتصاص في الكلى إلى مجرى الدم، ويزيد من تنشيط فيتامين دي3 إلى كالسيتريول. يعزز الكالسيتريول -وهو الهيئة النشطة من فيتامين دي3- امتصاص الكالسيوم من الأمعاء والعظام. يؤثر الكالسيتونين المفرز بواسطة الخلايا المجاورة للجريب الخاصة بالغدة الدرقية على مستويات الكالسيوم عبر معاكسة عمل الهرمون الدُريقِي، رغم أن أهميته الفيسيولوجية لدى البشر مشكوك فيها.
يُخزَّن الكالسيوم داخل الخلوي في العضيات مع تحرير متكرر ثم يُعاد تجميع الـCa2+ استجابة لأحداث خلوية محددة، من مواقع تخزين الكالسيوم: الميتوكندريات والشبكة الإندوبلازمية.
التراكيز الخاصة للكالسيوم في الكائنات النموذجية هي: الإشريكية القولونية 3 ميلي مول (مرتبط)، 100 نانو مول (حر). في الخميرة المتبرعمة 2 ميلي مول (مرتبط). في خلية ثديية 10-100 نانو مول (حر) وفي بلازما الدم 2 ميلي مول.

## البشر
| العمر     | كالسيوم (ملغ/يوم) |
| --------- | ----------------- |
| 1–3 سنوات | 700               |
| 4–8 سنوات | 1000              |
| 9–18 سنة  | 1300              |
| 19–50 سنة | 1000              |
| >51 سنة   | 1000              |
| الحمل     | 1000              |
| الإرضاع   | 1000              |

### التوصيات الغذائية
حدد معهد الولايات المتحدة للطب (IOM) المقننات الغذائية الموصى بها (RDAs) للكالسيوم سنة 1997 ثم حدث تلك القيم سنة 2011. (انظر الجدول). الهيئة الأوروبية لسلامة الأغذية (EFSA) تستخدم المصطلح تناول السكان المرجعي
(PRI) بدل المقننات الغذائية الموصى بها وتحدد أرقاما مختلفة قليلا: الأعمار 4-10 سنوات 800 ملغ، الأعمار 18-24 سنة 1000 ملغ، والأعمار فوق 25 سنة 950 ملغ.
بسبب دواعي قلقل من التأثيرات الجانبية الضارة طويلة المدى للكالسيوم بما في ذلك تكلس الشرايين، حدد كل من معهد الولايات المتحدة للطب والهيئة الأوروبية لسلامة الأغذية معدلات التناول الأقصى المحتملة (ULs) للكالسيوم المتحصل عليها من الحمية الغذائية والمكملات. حدد المعهد الطبي الأمريكي، للأشخاص بين 9-18 سنة معدلا أقصى لا يتجاوز 3 غ/يوم، وللأشخاص بين 19-50 سنة 2.5 غ/يوم، أما فوق 50 سنة فلا يجب تجاوز 2 غ/يوم. أما الهيئة الأوروبية فحددت المعدل الأقصى للبالغين عند 2.5 غ/يوم، وقررت أن المعلومات لم تكن كافية لتحديده بالنسبة للأطفال والمراهقين.
من أجل أغراض التزويد والتوسيم بالأطعمة والمكملات الغذائية في الولايات المتحدة، يعبر عن الكمية المقدمة في منتوج ما بنسبتها من القيمة اليومية. بالنسبة لتوسيم الكالسيوم 100% من القيمة اليومية كانت 1000 ملغ، لكن ابتداء من 27 ماي 2016 رُوجِعت إلى 1300 ملغ لجعلها تتوافق مع المقننات الغذائية الموصى بها. يتوفر جدول بالقيم القديمة والحديثة في التناول اليومي المرجعي (RDI). كان التاريخ النهائي الأصلي للالتزام بالقيم الجديدة 28 جويلية 2018، لكن في 29 سبتمبر 2017 أطلقت إدارة الغذاء والدواء قانونا يمدد التاريخ النهائي إلى 1 جانفي 2020 للشركات الكبيرة و1 جانفي 2021 للشركات الصغيرة.

التناول العالمي للكالسيوم لدى البالغين (ملغ/يوم)
<400
400–500
500–600
600–700
700–800
800–900
900–1000
>1000

### ادعاءات صحية
رغم أنه كقاعدة عامة، لا يُسمح لواسمي المكملات الغذائية ومسوقيها بكتابة عبارات تدعي أن منتوجاتها تقي من الأمراض أو هي علاج، إلا أن
إدارة الغذاء والدواء الأمريكية راجعت صحة العلوم لبعض الأطعمة والمكملات الغذائية واستخلصت أن هنالك توافقا علميا معتبرا، ونشرت منشورات خاصة تسمح بالادعاءات الصحية. كان أول قرار يسمح بادعاءات الصحة خاصا بمكملات الكالسيوم الغذائية وهشاشة العظام ثم عُدِّل ليشمل مكملات الكالسيوم والفيتامين دي ابتداء من 1 جانفي 2010. من الأمثلة على صياغة الكلمات المسموح بها بالأسفل. في سبيل أن أن يكون المنتوج مؤهلا ليحمل ادعاءات صحية، يجب أن يحتوي على الأقل على 20% التناول الغذائي المرجعي والذي هو بالنسبة للكالسيوم على الأقل 260 ملغ/ حصة.
- كالسيوم كافٍ عبر الحياة، كجزء من حمية غذائية جد متوازنة، يمكن أن تخفِّض خطر هشاشة العظام.
- كالسيوم كافٍ كجزء من حمية غذائية صحية، جنبا إلى جنب مع نشاط جسدي، قد يخفضا من خطر هشاشة العظام لاحقا.
- كالسيوم وفيتامين دي كافيين عبر الحياة، كجزء من حمية غذائية جد متوازنة، يمكن أن يُخفِّضا خطر هشاشة العظام.
- كالسيوم وفيتامين دي كافيين كجزء من حمية غذائية صحية، جنبا إلى جنب مع نشاط جسدي، قد يخفضون من خطر هشاشة العظام لاحقا.

في سنة 2005 وافقت إدارة الغذاء والدواء الأمريكية على ادعاء صحة يخص الكالسيوم وفرط ضغط الدم مع صياغة مقترحة. يقترح أحد الأدلة العلمية أن مكملات الكالسيوم يمكن أن تخفض خطر فرط ضغط الدم. لكن إدارة الغذاء والدواء قررت أن الدليل غير متسق وليس حاسما. اعتُبر دليل آخر يخص الحمل المسبب لفرط ضغط الدم وما قبل الإرجاج غير حاسم. في نفس العام صادقت إدارة الدواء والغذاء على نظام صحة مجتمعي للكالسيوم وسرطان القولون مع صياغة مقترحة. يقترح أحد الأدلة أن مكملات الكالسيوم تُخفض خطر سرطان القولون/المستقيم إلا أن الإدارة قررت أن هذ الدليل محدود وليس حاسما. كما اعتُبر دليل آخر يخص سرطان الثدي والبروستات غير حاسم كذلك. اقتراحات أنظمة صحية مجتمعية (QHCs) خاصة بالكالسيوم للحماية ضد الحصاة الكلوية أو الاضطرابات الحيضية أو الألم تم رفضها.
خلُصت الهيئة الأوروبية لسلامة الأغذية إلى أن الكالسيوم يساهم في النمو الطبيعي للعظام. ورفضت الادعاء بتواجد علاقة سبب وتأثير بين الكالسيوم والبوتاسيوم المتناولين والحفاظ على توازن حمض-قاعدة طبيعي. ورفضت الهيئة الأوروبية كذلك ادعاءات حول الكالسيوم والأظافر، الشعر، لبيدات الدم، المتلازمة السابقة للحيض والحفاظ على وزن الجسم.